# Avtocesta A5, Hrvaška
Avtocesta A5  je hrvaška avtocesta, katere trasa trenutno poteka od mesta Osijek do Svilaja. Ko bo zgrajena v celoti, bo dosegla Madžarsko na severu in Bosno na jugu ter s tem bila najhitrejša povezava med tema dvema državama. Avtocesta je tudi del Evropske poti E73.

## Zgodovina
Prvi dokončan odsek, Đakovo-Sredanci je bil končan 9. novembra 2007, odsek Osijek-Đakovo pa 17. aprila 2009.
Najpomembnejši objekt, most Drava se je začel graditi leta 2012, zgrajen pa je bil leta 2016, a še vedno promet ni speljan preko mostu, saj odsek Osijek-Beli Manastir še ni dokončan. Odsek Sredanci-Svilaj je bil dokončan leta 2015, odsek Svilaj-Most Svilaj pa 2020, a ker Bosna in Hercegovina še ni dokončala svoje Avtoceste A1 na drugi strani Save, še most ni odprt. Odsek Osijek-Branjin Vrh se bo predvidoma odprl leta 2022.